# Blå biblioteket
Blå biblioteket är en skönlitterär bokserie utgiven av B. Wahlströms bokförlag.
| Titel                                   | Författare                 | Utgivningsår |
| --------------------------------------- | -------------------------- | ------------ |
| De hundra dagarna: Historisk roman      | Max Pemberton              | 1937         |
| Och aldrig mötas de två: Söderhavsroman | Peter B. Kyne              | 1937         |
| Den kinesiska papegojan: Detektivroman  | Earl Derr Biggers          | 1937         |
| En Nordlandets son: Vildmarksroman      | William B. Mowery          | 1937         |
| Kapten Blod: Sjöroman                   | Rafael Sabatini            | 1937         |
| Piccadilly Jim: En skälmroman           | P.G. Wodehouse             | 1937         |
| Den lycklige mannen: roman              | Ragnar Holmström           | 1937         |
| Cyrano de Bergerac: Äventyrsroman       | Louis Gallet               | 1938         |
| I hemlig tjänst: Spionageroman          | W.H. Hall                  | 1938         |
| Den brinnande skogen: Nordlandsroman    | James Oliver Curwood       | 1938         |
| Chifferskriften: Kriminalroman          | Maurice Leblanc            | 1938         |
| King Keelers triumf: Roman från östern  | J. Allan Dunn              | 1938         |
| Legionsoldaten: Ökenroman               | C. N. och A. M. Williamson | 1938         |
| Spanskt blod: Äventyrsroman             | E. Phillips Oppenheim      | 1938         |
| Ormblomman från Magdala: Äventyrsroman  | Øvre Richter Frich         | 1938         |